# Catherine Hardwicke
Helen Catherine Hardwicke (Cameron, Texas, 21 de octubre de 1955), más conocida como Catherine Hardwicke, es una directora, diseñadora de producción y guionista estadounidense. Sus trabajos incluyen la película independiente Trece (2003), que ella coescribió con Nikki Reed, Los amos de Dogtown (2005), Natividad (2006), Crepúsculo (2008) y Red Riding Hood (2011).

## Biografía
Hardwicke nació en Cameron, Texas. Hija de Jamee Elberta y John Benjamin Hardwicke tiene un hermano llamado Jack, y una hermana llamada Irene Hardwicke Olivieri, que es un artista.. Se crio en McAllen (Texas) en la frontera México-Estados Unidos, donde su familia vivía en una granja gigante de Río Grande. "Fue una vida salvaje" comentaría luego Catherine acerca de ello. Se graduó de la High School secundaria de McAllen, Texas y pertenece a la religión presbiteriana.

## Carrera
Se graduó de la Universidad de Texas con un grado de arquitectura. Comenzó su carrera como arquitecta. Hardwicke pronto se dio cuenta de que no era la carrera de ella y comenzó a ir a la escuela de cine de UCLA de posgrado para explorar sus talentos creativos. Mientras concurría a la escuela de cine de UCLA durante los años 1980, Hardwicke recibió un premio por Puppy Does the Gumbo. Su conocimiento en la arquitectura la llevó a pasar la mayor parte de la década de los 90 como diseñadora de producción, trabajando en películas como Tombstone (1993), Tank Girl (1995), 2 Days in the Valley (1996), The Newton Boys (1998) y Tres reyes (1999). Al año siguiente, colaboró con Tom Cruise en Vanilla Sky.  Ella fue influenciada por muchos de los directores con los que trabajaba y ha ganado experiencia en el estudio de su técnica. Tomó conocimiento útil escuchando sus conversaciones profesionales e incluso hablando con ellos acerca de su deseo de ser un director de cine, algunos de ellos dándole consejos y sugerencias.
Trece (2003)
La primera incursión de Hardwicke en la dirección de películas fue con la película premiada Trece. Hardwicke junto a Nikki Reed (con 14 años en ese entonces) colaboró en la escritura de una película que reflejaba las experiencias adolescentes de Reed. Completaron el guion en seis días durante las vacaciones de Navidad. Evan Rachel Wood fue contratada para protagonizar la película junto a Reed. En esta historia una joven pierde su inocencia en una espiral rápido e incontrolable, pasando a no ser un drama adolescente típico. Reed y Hardwicke escribieron el guion desde el punto de vista de Tracy. Ella es una persona "normal" de 13 años hasta que conoce a Evie quien de inmediato le gusta impresionar y obtener la atención su público. La madre de Tracy, Melanie, interpretado por Holly Hunter, no ayuda a guiar a su hija adolescente por un buen camino, ya que ella trata de ser más una amiga que una figura de autoridad. La película se centra en la amistad femenina y la dificultad de la adolescencia, un tema recurrente. Hardwicke ganó el premio a Mejor Director en el Festival de Sundance en 2003 por esta película. 
Lords of Dogtown (2005)
En 2005 dirigió Los amos de Dogtown, una película que cuenta la cultura skate. La película está basada en el documental Dogtown and Z Boys de Stacy Peralta, quien trabajó con Hardwicke en la película Thrashin'. Ella vivía cerca de la playa de Venecia y conocía a la mayoría de los Z-Boys y el surf. Era un gran recurso para contar la historia. Desafortunadamente David Fincher fue elegido para dirigir la película, pero al mismo tiempo en el proceso de preproducción de Sony, el director tenía una separación de caminos. Esta era la oportunidad de Hardwicke, ella supo que era la persona perfecta para el trabajo y, afortunadamente, convenció a los productores de eso también. Se hace hincapié en que esta película no está tratando de ser mejor o competir con el documental es más bien su propia historia desde la perspectiva de las personas que van a través de los eventos en que fueron pasando. En fin, esta película, pretende inmortalizar en el cine la historia de tres mitos del skateboarding Stacy Peralta, Tony Alva y Jay Adams. Protagonizada por Heath Ledger, Rebecca De Mornay, John Robinson, Emile Hirsch, Michael Angarano, Johnny Knoxville, Nikki Reed.
The Nativity Story (2006)
En 2006, dirigió la película bíblica Natividad de New Line Cinema.  Al principio estaba un poco reacio a asumir el proyecto. Ella se mostró escéptico sobre este tipo de nueva dirección tomando cuna vieja historia de una época que ha sido contada una y otra vez. Mientras leía el guion y los personajes y contemplaba la historia del nacimiento de Jesús tomó una luz completamente nueva. Pensó en que María es una chica joven que tiene que hacer frente a esta increíble tarea y en los problemas que José tuvo que hacer frente. Pensó en los adolescentes que conocía en esos días y cómo iban a hacer frente a una situación como esa y decidió que sería una historia interesante y sorprendente de abordar. Protagonizada por Keisha Castle-Hughes (Nominada al Oscar en 2002 por Whale Rider) Oscar Isaac, entre otros. 
Crepúsculo (2008)
Se convirtió en la directora más éxito comercial en Hollywood cuando en 2008 dirigió la adaptación cinematográfica de la novela de Stephenie Meyer Crepúsculo. Crepúsculo es la historia de una adolescente llamada Bella Swan que tiene que convivir con su padre después de no pasar mucho tiempo con él en los últimos años debido a la separación de sus padres cuando ella era tan solo una bebé. Ella se queda con él en una pequeña ciudad, Forks, mientras trataba de adaptarse a una nueva escuela, todo es típico del argumento de un drama adolescente, pero luego la historia se mete en su amor con un vampiro melancólico luego se volvió un fenómeno adolescente que cautivó a estudiantes de secundaria de todo el mundo. Hardwicke explica que era un poco de nervios la adaptación de una historia bien conocida y amada en una película que debe permanecer fiel a su contenido, pero casi la totalidad de los aficionados están de acuerdo en que hizo un excelente trabajo. Algunos han llegado incluso a decir que es la verdadera adaptación cinematográfica nunca antes vista de un libro, pero Hardwicke sostiene que ella puso su sello personal en cada escena. Había un montón de problemas para superar, empezando de que fue filmada en 44 días con un presupuesto de $ 37 millones en el que se había agotado aún más por las cuestiones de derechos que pueden hacerse con el libro. Aún más frustrante fue el hecho de que su actriz principal, Kristen Stewart, quien tiene la mayoría de tiempo en la pantalla era menor de edad, mientras estaban rodando por lo que sólo podía trabajar cinco horas y media al día. Esto atrasaba aún más el proyecto por no mencionar el temperamental clima de Forks. Sin embargo, Hardwicke dijo que Kristen era perfecta para el papel de Bella y eso fue suficiente para hacer frente a los problemas planteados por las leyes de trabajo infantil. La búsqueda del personaje de Edward Cullen, resultó ser un poco más difícil. El personaje requiere un 109 años estudiante de secundaria con la piel pálida y una persona culta que podría rivalizar con cualquier profesor de la universidad con la mejor educación. Catherine Hardwicke le parecía que ninguno de los jóvenes que adicionaban para el papel era fiel a lo que representaba Edward Cullen. Hasta que vio a Robert Pattinson. Ella sabía que él era único, a él le gustaba la literatura extraña, películas y música, que tenía un conocimiento ecléctico de la mayoría de las formas de arte, él era profundo. Semanas después del estreno de la película, Summit Entertainment anunció que Catherine no sería la directora de Luna nueva, la segunda parte de la saga. A pesar de $ 400 millones el éxito mundial de Crepúsculo, Hardwicke dejó la franquicia cuando se trata de la secuela. Ella dijo que era su decisión, a pesar de un informe de blog que fue despedida. "Yo ni siquiera podía ser despedido, eso es lo que es tan divertido", dice ella. "En mi contrato, tuve el derecho de primera opción." Ella rechazó la segunda película, dice, porque el estudio quería salir corriendo. "Yo no me arrepiento en absoluto, gracias a Dios". "La verdad es que me gustó el primer libro es el mejor".
Red Riding Hood (2011)
Red Riding Hood no fue un éxito comercial y no le fue bien con los críticos tampoco. Es la narración del cuento clásico de hadas Caperucita Roja. La película está interpretado por la joven Amanda Seyfried, con papeles secundarios de Max Irons y Shiloh Fernandez como los intereses de amor de la historia. En esta historia el hombre lobo ronda entre las personas del pueblo. 
Al igual que el difunto John Hughes, quien descubrió los actores adolescentes que se convirtieron en el Brat Pack, Hardwicke ha creado muchos de entre los ídolos de esta generación: Evan Rachel Wood (Thirteen), Emile Hirsch (Los amos de Dogtown), Kristen Stewart, Robert Pattinson y Taylor Lautner (Crepúsculo), todos tienen sus grandes saltos en sus películas. Pero a diferencia de las películas cómicas y melodramáticas de Hughes, sus películas son más oscuras en la historia y el tono.  En 2009, fue galardonada con el Women in Film Premio Dorothy Arzner Administración.

## Filmografía

### Como directora
| Año  | Título              | Notas |
| ---- | ------------------- | ----- |
| 2003 | Thirteen            |       |
| 2005 | Lords of Dogtown    |       |
| 2006 | Natividad           |       |
| 2008 | Crepúsculo          |       |
| 2011 | Red Riding Hood     |       |
| 2013 | Plush               |       |
| 2013 | Knockout            |       |
| 2015 | Miss You Already    |       |
| 2019 | Miss Bala           |       |
| 2022 | Prisoner’s Daughter |       |
| 2023 | Mafia Mamma         |       |

### Como diseñadora de producción
| Año  | Título                                          |
| ---- | ----------------------------------------------- |
| 1986 | Thrashin'                                       |
| 1988 | Tapeheads                                       |
| 1988 | I'm Gonna Git You Sucka                         |
| 1989 | Martians Go Home                                |
| 1990 | Brain Dead                                      |
| 1992 | Passed Away                                     |
| 1993 | Posse                                           |
| 1993 | Freaked: La disparatada parada de los monstruos |
| 1993 | Tombstone                                       |
| 1994 | Car 54, Where Are You?                          |
| 1995 | Tank Girl                                       |
| 1996 | 2 Days in the Valley                            |
| 1996 | SubUrbia                                        |
| 1997 | Mad City                                        |
| 1998 | The Newton Boys                                 |
| 1999 | Tres reyes                                      |
| 2001 | Antitrust                                       |
| 2001 | Vanilla Sky                                     |
| 2002 | Laurel Canyon                                   |

## Premios y nominaciones
| Año  | Premio                                                  | Categoría                                                                                        | Título     | Resultado |
| ---- | ------------------------------------------------------- | ------------------------------------------------------------------------------------------------ | ---------- | --------- |
| 1993 | CableACE Awards                                         | Dirección de Arte en una Comedia/Música Especial o de la serie                                   | Sessions   | Nominada  |
| 2003 | Bratislava International Film Festival                  | Grand Prix                                                                                       | Thirteen   | Nominada  |
| 2003 | Deauville Film Festival                                 | Premio Especial del Jurado                                                                       | Thirteen   | Ganadora  |
| 2003 | Deauville Film Festival                                 | Gran Premio Especial                                                                             | Thirteen   | Nominada  |
| 2003 | Gijón International Film Festival                       | Mejor Película                                                                                   | Thirteen   | Nominada  |
| 2003 | Locarno International Film Festival                     | Mejor Primera o Segunda Película                                                                 | Thirteen   | Ganadora  |
| 2003 | Locarno International Film Festival                     | Golden Leopard                                                                                   | Thirteen   | Nominada  |
| 2003 | Nantucket Film Festival                                 | Mejor guion de película (Compartido con Nikki Reed)                                              | Thirteen   | Ganadora  |
| 2003 | Sundance Film Festival                                  | Premio Directivo / Dramático                                                                     | Thirteen   | Ganadora  |
| 2003 | Sundance Film Festival                                  | Gran Premio del Jurado/Dramático                                                                 | Thirteen   | Nominada  |
| 2003 | Washington D. C. Area Film Critics Association Awards   | Mejor guion original (Compartido con Nikki Reed)                                                 | Thirteen   | Nominada  |
| 2004 | Director's View Film Festival                           | Dorothy Arzner Prize                                                                             | Thirteen   | Ganadora  |
| 2004 | Independent Spirit Awards                               | Best First Feature (Compartido con Jeffrey Levy-Hinte (productor) y Michael London (productor) ) | Thirteen   | Nominada  |
| 2004 | Independent Spirit Awards                               | Mejor Primer Guion (Compartido con Nikki Reed)                                                   | Thirteen   | Nominada  |
| 2004 | Phoenix Film Critics Society Awards                     | Mejor guion original (Compartido con Nikki Reed)                                                 | Thirteen   | Nominada  |
| 2004 | Satellite Awards                                        | Mejor director                                                                                   | Thirteen   | Nominada  |
| 2004 | Satellite Awards                                        | Mejor guion original (Compartido con Nikki Reed)                                                 | Thirteen   | Nominada  |
| 2009 | Academy of Science Fiction, Fantasy & Horror Films, USA | Mejor director                                                                                   | Crepúsculo | Nominada  |
| 2009 | Young Hollywood Awards                                  | Director                                                                                         | Crepúsculo | Ganadora  |
| 2009 | Women in Film Crystal Awards                            | Dorothy Arzner Directors Award                                                                   |            | Ganadora  |